# Penisa conversa
Penisa conversa là một loài bướm đêm trong họ Noctuidae.